# هرمان بونیتس
هرمان بونیتس (انگلیسی: Hermann Bonitz؛ ۲۹ ژوئیهٔ ۱۸۱۴ – ۲۵ ژوئیهٔ ۱۸۸۸) فیلسوف، دانشمند و استاد دانشگاه اهل آلمان بود.

## زندگی‌نامه
هرمان بونیتس در ۲۹ ژوئیه ۱۸۱۴ در باد لانگن‌زاسا در پروس ساکسونی متولد شد.
او در دانشگاه لایپزیگ تحت نظر هرمان و در دانشگاه هومبولت برلین تحت استادی بوخ و کارل لاخمان تحصیل کرد و به تدریس به عنوان معلم در مؤسسه بلخمان در درسدن (۱۸۳۶) پرداخت، وی سپس مربی ارشد در سالن تربیت بدنی فریدریش ویلهلم (۱۸۳۸) و گریوس کلستر (۱۸۴۰)، استاد ژیمناستیک در شچچین (۱۸۴۲)، استاد دانشگاه وین (۱۸۴۹)، عضو فرهنگستان علوم اتریش (۱۸۵۴)، عضو شورای آموزش و پرورش (۱۸۶۴) و استاد ژیمناستیک (۱۸۶۷) بود.

## درگذشت
هرمان بونیتس در سال ۱۸۸۸ بازنشسته شد و در همان سال در برلین درگذشت.